# Distresse

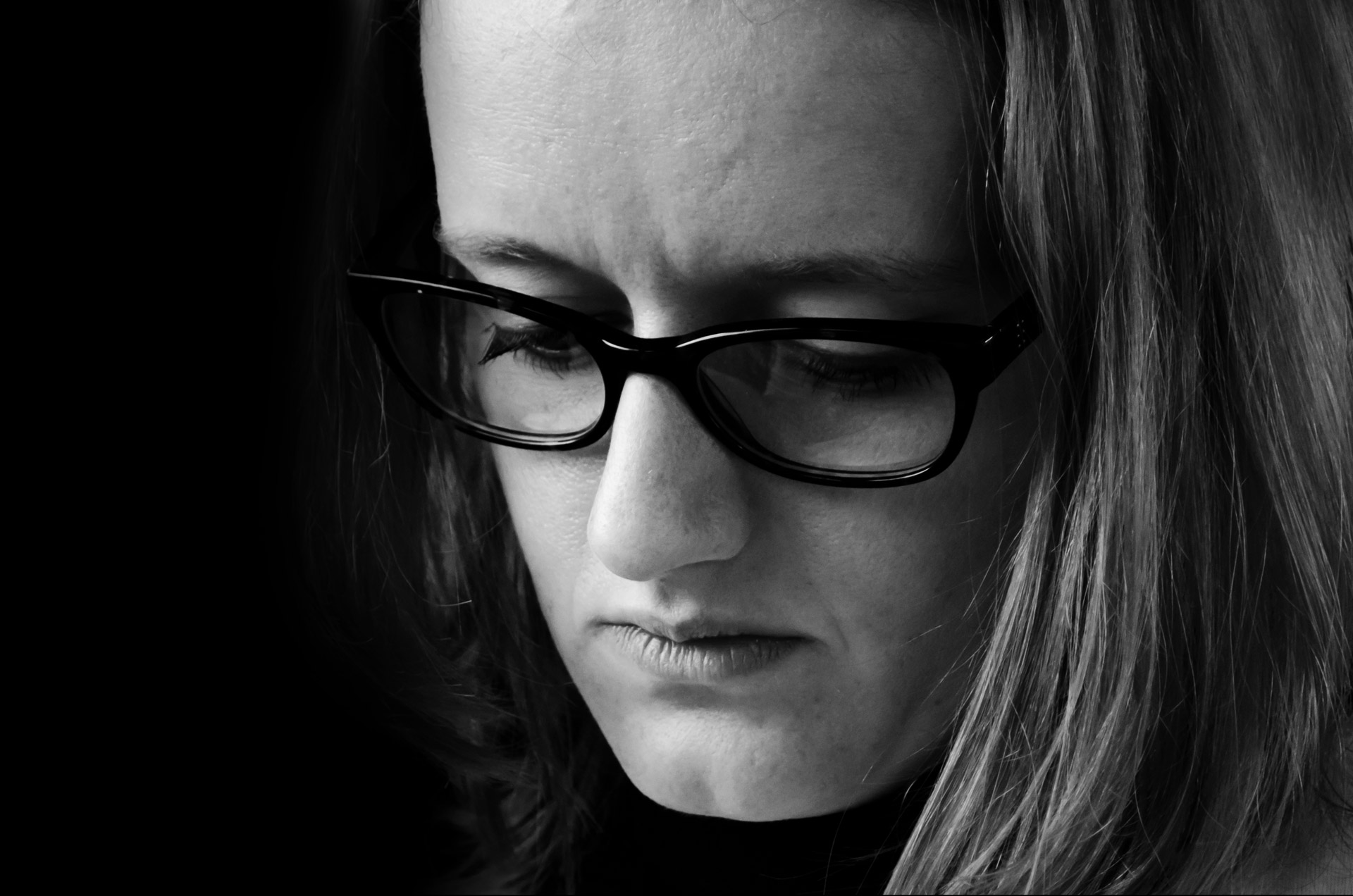
Distresse constante e recorrente sem períodos de descanso ou enfrentamento adequado são uma das principais causas de transtornos de humor e ansiedade tanto em animais, quanto em humanos.

Distresse é um termo da psicologia e psiquiatria para o estresse excessivo, ou seja, que é maior que o necessário a ponto de causar problemas sofrimento. Nem todo estresse é negativo, o estresse benéfico é chamado de eustresse. É desencadeado por estímulos percebidos como ameaças e associado a liberação de cortisol, adrenalina e noradrenalina.

## Sintomas
O distresse é caracterizado por:
- Mãos e pés suados e frios;
- Aceleração cardíaca;
- Pressão arterial elevada;
- Tensão muscular;
- Sentimento de ansiedade persistente;
- Sentimento de impotência.

## Consequências
Dentre as consequências mais comuns:
- Irritabilidade;
- Dificuldade na concentração;
- Preocupação exagerada com relação a situações triviais;
- Queda no rendimento com diminuição da memória;
- Distúrbios do sono;
- Perda do apetite;

Eventualmente, quando muito recorrente e enfrentado inadequadamente, pode causar depressão maior, distimia, síndrome de burnout, fobia e outros transtornos do humor e transtornos de ansiedade.

## Outros significados
Sinal de distresse (Distress signal em inglês) pode se referir também a um pedido de socorro internacional feito por pessoas, veículos ou mesmo cidades inteiros em perigo.
O termo distressar pode ser usado com o sentido de induzir a aparência de antigo em móveis e roupas.